# راندي غوتيني
راندي غوتيني (بالفرنسية: Randi Goteni)‏ (5 يوليو 1995 ببرازافيل في جمهورية الكونغو - ) هو لاعب كرة قدم فرنسي في مركز الوسط.

## روابط خارجية
- راندي غوتيني على موقع قاعدة بيانات كرة القدم.إي يو (الإنجليزية)
- راندي غوتيني على موقع ناشيونال فوتبول تيمز (الإنجليزية)
- راندي غوتيني على موقع Soccerway.com (الإنجليزية)
- راندي غوتيني على موقع عالم كرة القدم.نت (الإنجليزية)
- راندي غوتيني على موقع GSA (الإنجليزية)